# Édito de Tessalônica
O Édito de Tessalônica (português brasileiro) ou Tessalónica (português europeu) ou Salonica, também conhecido como Cunctos Populos ou De Fide Catolica foi decretado pelo imperador romano Teodósio I a 27 de fevereiro de 380 d.C. pelo qual estabeleceu que o cristianismo tornar-se-ia, exclusivamente, a religião de estado, no Império Romano, abolindo todas as práticas politeístas dentro do império e fechando templos pagãos.

## Constantino e o fim da perseguição
Nos primórdios do século IV, Constantino terminara com a clandestinidade dos cristãos, outorgando-lhes certos privilégios e permitindo a construção de grandes templos. Em 313 d.C., através do Édito de Milão, o imperador decretara a liberdade de culto religioso a toda manifestação de crença, inclusive cristã, e o fim do paganismo como religião oficial do Império Romano.

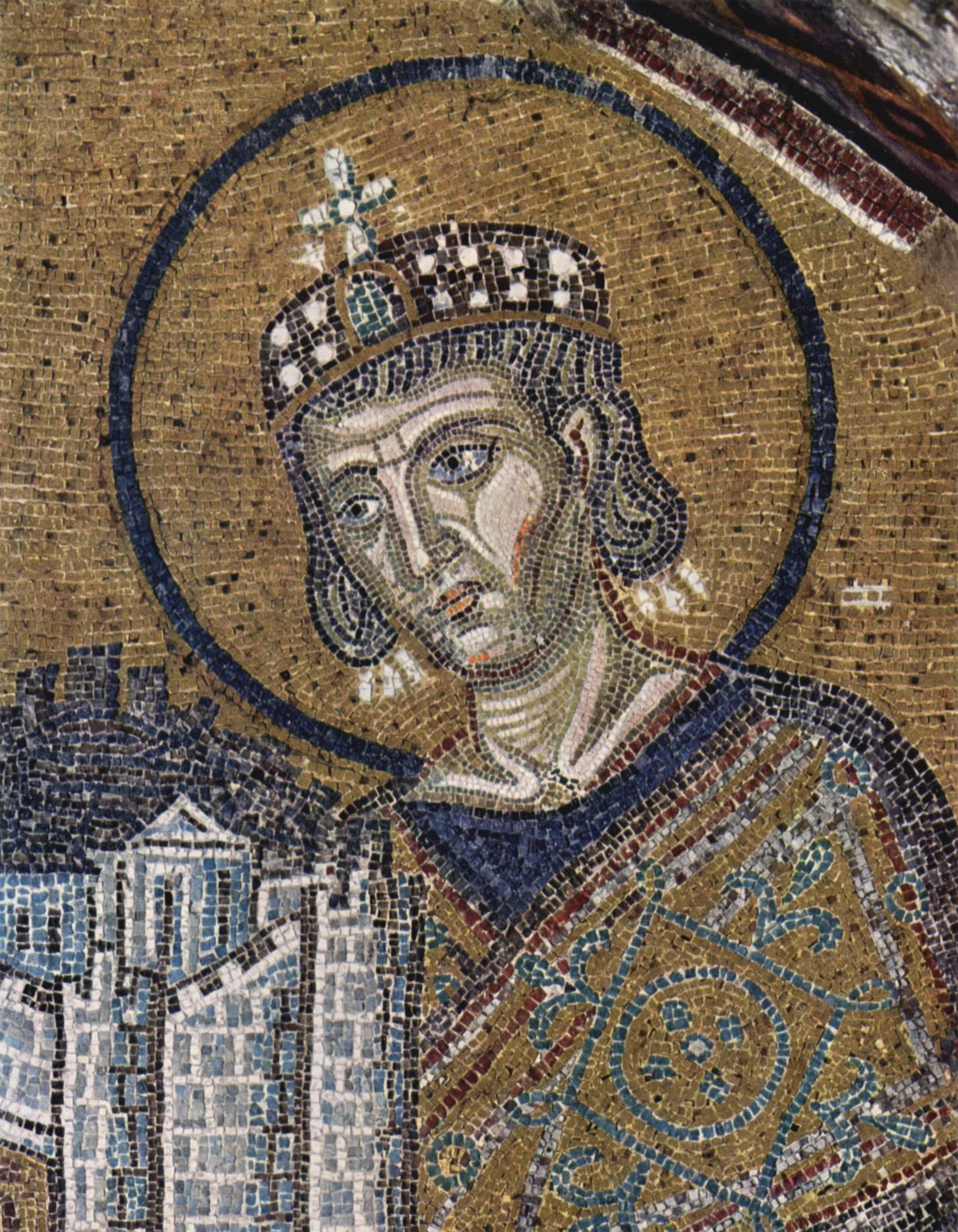
Constantino

Em troca disto, Constantino participou das disputas que já existiam no seio da igreja, convocando em 325 d.C. o Concílio de Niceia. Neste concílio foram desterradas as teses arianas. Apesar disso, o cisma ariano prolongar-se-ia ao menos até o século VI, e não terminaria até a morte do último dos monarcas arianos: O rei visigodo Leovigildo. Do Concílio de Niceia originar-se-ia o chamado Credo Niceno, último ponto de encontro entre as igrejas do Oriente e Ocidente.
O mesmo imperador Constantino foi o primeiro governante do Império Romano de credo cristão, embora não fosse batizado até pouco antes de falecer. Com ele começava uma nova época para a igreja, e em transcurso do século IV a sua influência nas esferas do poder aumentaria, apesar do parêntese de três anos que implicou o governo de Juliano, durante o qual o paganismo foi restaurado, porém em 380 d.C., através do Édito de Tessalônica, o cristianismo tornou-se na religião oficial tanto no Oriente quanto no Ocidente.

## O Império do Ocidente em finais do século IV
De Niceia, e apesar das fortes disputas que não se calaram com este concílio e que enfrentavam a igreja oriental com a de ocidente pela supremacia hierárquica, o culto cristão conseguira medrar em todo o território do império. Porém, embora a sua implantação fosse elevada nas classes dominantes, ainda tinha pouca penetração entre as classes populares e os estamentos militares.
O imperador Teodósio herdara um império dividido e sumido numa profunda crise. Após longos anos de desordem do século anterior, Diocleciano iniciara a divisão do império em uma metade oriental, mais rica e politicamente estável, e uma metade ocidental menos pujante na sua economia e acossada pela pressão dos povos bárbaros procedentes da Germânia. Apesar da reunificação de Constantino, a queda da metade ocidental e a perda nesta da autoridade imperial eram já iminentes.

## O Édito de Tessalônica
A 24 de novembro de 380 d.C., fazia-se público o édito nos seguintes termos:[a]
| “ | (em português:) Édito dos imperadores Graciano, Valentiniano (II) e Teodósio Augusto, ao povo da cidade de Constantinopla. "Queremos que todos os povos governados pela administração da nossa clemência professem a religião que o divino apóstolo Pedro deu aos romanos, que até hoje foi pregada como a pregou ele próprio, e que é evidente que professam o pontífice Dámaso e o bispo de Alexandria, Pedro, homem de santidade apostólica. Isto é, segundo a doutrina apostólica e a doutrina evangélica cremos na divindade única do Pai, do Filho e do Espírito Santo sob o conceito de igual majestade e da piedosa Trindade. Ordenamos que tenham o nome de cristãos católicos quem sigam esta norma, enquanto os demais os julgamos dementes e loucos sobre os quais pesará a infâmia da heresia. Os seus locais de reunião não receberão o nome de igrejas e serão objeto, primeiro da vingança divina, e depois serão castigados pela nossa própria iniciativa que adotaremos seguindo a vontade celestial. Dado o terceiro dia das Kalendas de março em Tessalônica, no quinto consulado de Graciano Augusto e primeiro de Teodósio Augusto. | ” |

Com este édito, o Império Romano na íntegra passava a ter uma nova religião oficial depois de 67 anos de liberdade de culto. O Panteão Romano fora complementado ao longo de muitos séculos com os deuses, deidades e lares domésticos, com o culto aos próprios antepassados e até mesmo com divindades pré-romanas que foram assimiladas durante o processo de romanização em muitos lugares do império. Tudo isto devia ser agora abandonado no culto a uma religião monoteísta e as normas morais que a acompanhavam.

## O cesaropapismo

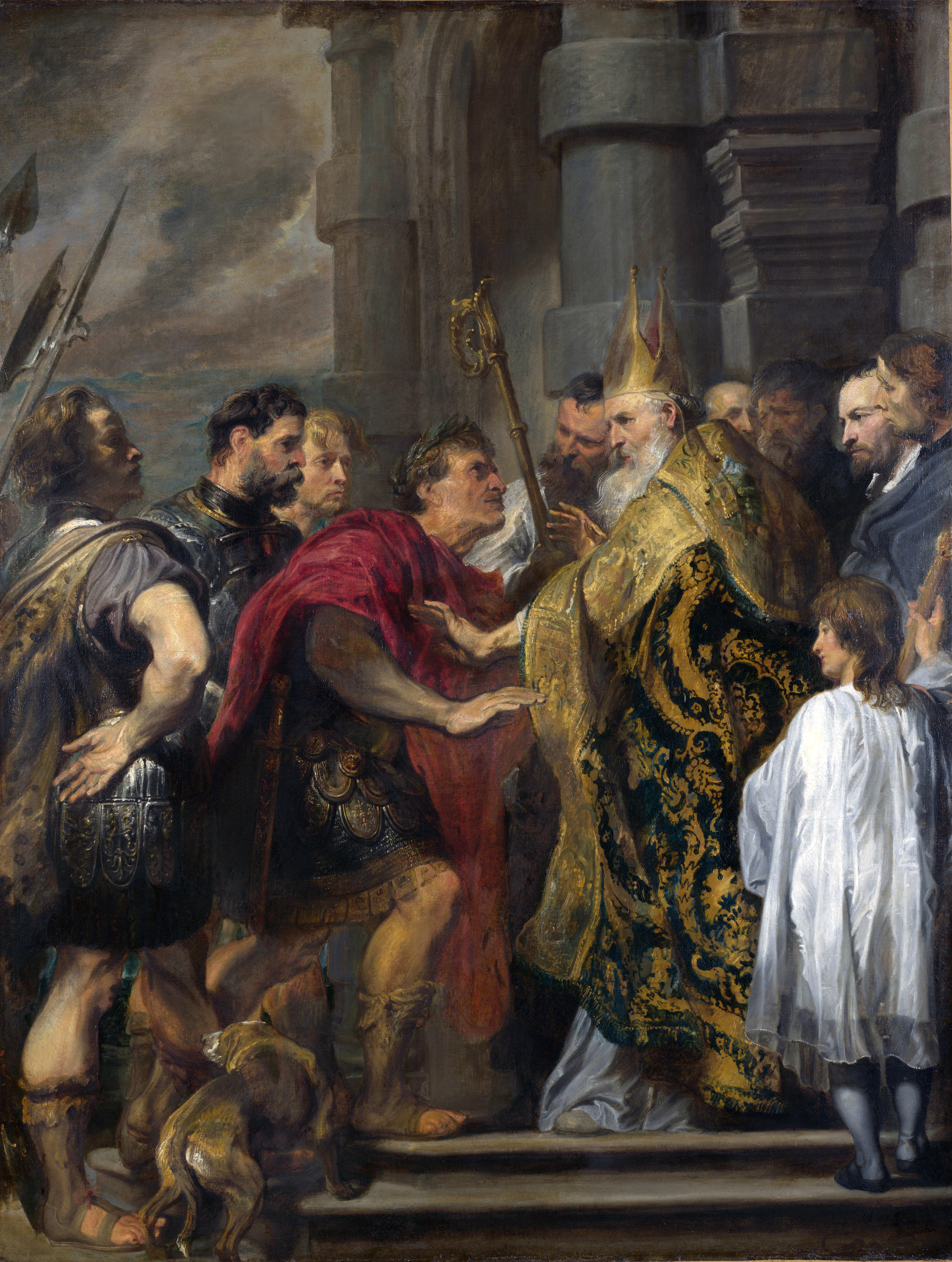
Ambrósio nega a entrada na igreja a Teodósio
por Anthony van Dyck, National Gallery

Contudo, esta oficialização do culto também não beneficiou totalmente a Igreja. Como máxima autoridade do império, Teodósio incluiu o sacerdócio nos funcionários públicos, o que na prática os situava sob a sua autoridade.
No ano seguinte da promulgação do Édito de Tessalônica, o mesmo imperador Teodósio convocava o Primeiro Concilio Ecumênico de Constantinopla. O seu objetivo era conciliar a ortodoxia cristã com os simpatizantes do arianismo e tratar a problemática da heresia macedônica. Também confirmar o credo Niceno como a doutrina oficial da igreja. Na realidade, as teses arianas foram de novo recusadas, e posteriormente foi emitido um novo édito imperial que dava caráter legal às conclusões do concílio.
Amostra das fortes tensões geradas neste período entre Igreja e Estado é a excomunhão que o mesmo imperador sofreria em 390 d.C., decretada por Santo Ambrósio após a revolta e posterior matança em Tessalônica, onde teriam sido mortas cerca de seis mil pessoas. O imperador foi escarnecido em público pelo bispo de Milão, negando este a entrada na igreja. Após uma longa penitência e como compensação, o imperador decretou em 392 d.C. a proibição dos sacrifícios pagãos, e uma imensa massa da população viu-se obrigada a professar uma religião não muito acorde com os costumes sociais e morais da sua civilização. Ao amparo desta nova proibição começou uma forte repressão contra a população pagã, que teve a sua culminação na segunda destruição da biblioteca de Alexandria e do grande templo de Serapis por uma multidão encabeçada pelo patriarca da cidade, Teófilo.